# Oparinisis
Oparinisis is een geslacht van neteldieren uit de klasse van de Anthozoa (bloemdieren).

## Soorten
- Oparinisis flexilis Alderslade, 1998
- Oparinisis parkeri Alderslade, 1998
- Oparinisis viking Alderslade, 1998